# ダンシングプリンス
ダンシングプリンス（欧字名:Dancing Prince、2016年5月17日 - ）は、日本の競走馬。主な勝ち鞍は2022年のJBCスプリント、リヤドダートスプリント、北海道スプリントカップ、2021年のカペラステークス。
馬名の意味は、踊る王子。

## 戦績

### 3歳（2019年）
デビューは遅く、3歳になった8月31日の小倉競馬場での未勝利戦でデビューして2着、その後3歳以上1勝クラスで11着になる。
その後地方船橋の岡林光浩厩舎に転厩、11月1日の船橋の下級条件戦で初勝利を挙げる。同年は同じく船橋の下級特別戦でもう1勝を挙げている。

### 4歳（2020年）
1月11日に行われた船橋の条件戦で3連勝を挙げたのちに中央競馬の宮田敬介厩舎に転厩、4月5日の中山競馬場で行われた4歳以上1勝クラスで中央初勝利を挙げた。その後も連勝を重ね、7月12日の福島競馬場での彦星賞（3歳以上2勝クラス）では不良馬場ながらダート1150メートルの中央競馬レコードタイムで勝利している。10月4日に行われた外房ステークス（3歳以上3勝クラス）も勝利し、6連勝で中央オープン入りを果たした。
重賞初挑戦となった12月13日のカペラステークスでは2番人気に推されたが3着と敗れ、連勝は6で止まった。

### 5歳（2021年）
この年は2月21日の大和ステークスから始動したが6着、その後4月18日の京葉ステークスで勝利を挙げた。次走には北海道スプリントカップが予定されていたが放牧に入っている。
放牧明けは前年と同様にカペラステークスに登録、道中2番手につける競馬から最後の直線で抜け出し、2着のリュウノユキナに半馬身差をつけて重賞初勝利を手にした。

### 6歳（2022年）
この年初戦には招待を受けていたサウジアラビアのリヤドダートスプリントに出走、クリストフ・ルメール鞍上のもと先頭に立って進んだダンシングプリンスは、そのまま直線でも後続を突き放してゴール、2着馬グッドエフォートに5馬身3/4差をつける圧勝で海外競走初勝利を挙げた。
帰国後3か月ほど休養し、6月2日に北海道スプリントカップに出走。好スタートを決めハナを切ると、そのまま先頭を譲ることなく、最後はスマートダンディーの猛追をクビ差抑えて重賞3勝目を挙げた。8月16日のクラスターカップは単勝1.4倍の圧倒的1番人気に支持されたが、スタートで脚を滑らせて出遅れ、向正面で追い上げたものの、直線で失速し4着に敗れた。
11月3日、年内最終戦として初のGI/JpnI挑戦となるJBCスプリントに出走。レッドルゼル、テイエムサウスダンに次ぐ3番人気に支持された。レースは好スタートを決めてハナに立つと、そのまま逃げ切り2着リュウノユキナに3/4馬身差をつけゴール。念願のGI/JpnI初優勝を果たした。管理する宮田敬介調教師としても、これがGI/JpnI初制覇である。

### 7歳（2023年）
前年同様にサウジアラビアのリヤドダートスプリントから始動し、鞍上にダミアン・レーンを迎えたが5着に敗れ、帰国休養後に北海道スプリントカップ5着を挟み、連覇を目指したJBCスプリントではスタート直後に騎手の岩田望来が落馬し競走中止。このレースが現役最終戦となり、11月8日付でJRAの競走馬登録が抹消された。

## 種牡馬時代

### 供用
競走馬引退後は北海道・新ひだか町のレックススタッドで種牡馬として供用される。初年度種付け料は50万円。

## 競走成績
以下の内容は、JBISサーチ、netkeiba.com、サカブジョッキークラブおよびRacing Postの情報に基づく。
| 競走日     | 競馬場 | 競走名                                   | 格     | 距離（馬場）  | 頭 数 | 枠 番 | 馬 番 | オッズ （人気） | 着順 | タイム （上り3F） | 着差  | 騎手        | 斤量 [kg] | 1着馬（2着馬）         | 馬体重 [kg] |
| ---------- | ------ | ---------------------------------------- | ------ | ------------- | ----- | ----- | ----- | --------------- | ---- | ----------------- | ----- | ----------- | --------- | ---------------------- | ----------- |
| 2019.08.18 | 小倉   | 3歳未勝利                                |        | 芝1200m（良） | 17    | 5     | 9     |                 | 除外 |                   |       | 0北村友一   | 56        | サンキューユウガ       | 508         |
| 0000.08.31 | 小倉   | 3歳未勝利                                |        | 芝1200m（稍） | 18    | 7     | 15    | 004.90（3人）   | 02着 | R1:09.0（34.2）   | -0.2  | 0三津谷隼人 | 53        | パーティナシティ       | 508         |
| 0000.09.15 | 阪神   | 3歳上1勝クラス                           |        | 芝1600m（良） | 16    | 1     | 1     | 014.80（4人）   | 11着 | R1:33.7（34.4）   | -0.6  | 0三津谷隼人 | 52        | ミッキーバディーラ     | 504         |
| 0000.11.01 | 船橋   | 過去最大の煌めきで 皆様をお迎えしま賞    | C2     | ダ1200m（重） | 12    | 1     | 1     | 001.40（1人）   | 01着 | R1:13.1（37.1）   | -2.1  | 0御神本訓史 | 56        | （フレンチチェリー）   | 493         |
| 0000.12.10 | 船橋   | 烈風スプリント                           | C2     | ダ1200m（稍） | 11    | 6     | 6     | 001.00（1人）   | 01着 | R1:13.8（38.3）   | -1.7  | 0御神本訓史 | 56        | （コアレスダンサー）   | 492         |
| 2020.01.11 | 船橋   | イルミネーション 行くならよみうりランド! | C1     | ダ1200m（稍） | 11    | 4     | 4     | 001.20（1人）   | 01着 | R1:13.0（37.8）   | -1.1  | 0落合玄太   | 56.5      | （ハニーゴールド）     | 492         |
| 0000.04.05 | 中山   | 4歳上1勝クラス                           |        | ダ1200m（良） | 15    | 4     | 7     | 001.70（1人）   | 01着 | R1:10.3（36.7）   | -1.6  | 0三浦皇成   | 57        | （フジノタカネ）       | 504         |
| 0000.07.12 | 福島   | 彦星賞                                   | 2勝    | ダ1150m（不） | 15    | 2     | 3     | 001.20（1人）   | 01着 | R1:06.1（35.4）   | -0.7  | 0三浦皇成   | 57        | （メディクス）         | 508         |
| 0000.10.04 | 中山   | 外房S                                    | 3勝    | ダ1200m（良） | 16    | 1     | 1     | 001.30（1人）   | 01着 | R1:10.4（36.7）   | -0.2  | 0三浦皇成   | 57        | （アポロビビ）         | 508         |
| 0000.12.13 | 中山   | カペラS                                  | GIII   | ダ1200m（良） | 16    | 5     | 9     | 003.40（2人）   | 03着 | R1:09.9（36.5）   | -0.1  | 0三浦皇成   | 56        | ジャスティン           | 524         |
| 2021.02.21 | 阪神   | 大和S                                    | OP     | ダ1200m（良） | 15    | 7     | 12    | 001.90（1人）   | 06着 | R1:11.9（37.2）   | -0.5  | 0三浦皇成   | 56.5      | リュウノユキナ         | 514         |
| 0000.04.18 | 中山   | 京葉S                                    | L      | ダ1200m（重） | 15    | 5     | 8     | 001.90（1人）   | 01着 | R1:09.2（35.6）   | -0.4  | 0三浦皇成   | 56        | （ノンライセンス）     | 516         |
| 0000.12.12 | 中山   | カペラS                                  | GIII   | ダ1200m（良） | 16    | 2     | 4     | 006.40（3人）   | 01着 | R1:09.5（36.4）   | -0.1  | 0三浦皇成   | 56        | （リュウノユキナ）     | 524         |
| 2022.02.26 | KAA    | リヤドDS                                 | G3     | ダ1200m（Fs） | 13    | 7     | 3     | 002.80（1人）   | 01着 | R1:10.26          | -0.99 | 0C.ルメール | 57        | （Good Effort）        | 計不        |
| 0000.06.02 | 門別   | 北海道SC                                 | JpnIII | ダ1200m（重） | 10    | 1     | 1     | 002.20（1人）   | 01着 | R1:10.6（36.3）   | -0.1  | 0落合玄太   | 57        | （スマートダンディー） | 514         |
| 0000.08.16 | 盛岡   | クラスターC                              | JpnIII | ダ1200m（不） | 13    | 1     | 1     | 001.40（1人）   | 04着 | R1:10.6（35.4）   | -1.2  | 0C.ルメール | 56        | オーロラテソーロ       | 516         |
| 0000.11.03 | 盛岡   | JBCスプリント                            | JpnI   | ダ1200m（良） | 14    | 4     | 6     | 005.40（3人）   | 01着 | R1:09.1（34.7）   | -0.2  | 0三浦皇成   | 57        | （リュウノユキナ）     | 515         |
| 2023.02.25 | KAA    | リヤドDS                                 | G3     | ダ1200m（Fs） | 9     | 7     | 1     | 005.00（3人）   | 05着 | R1:12.57          | -1.56 | 0D.レーン   | 57.1      | Elite Power            | 計不        |
| 0000.06.01 | 門別   | 北海道SC                                 | JpnIII | ダ1200m（良） | 10    | 4     | 4     | 003.90（2人）   | 05着 | R1:12.5（35.2）   | -0.8  | 0落合玄太   | 59        | ケイアイドリー         | 512         |
| 0000.11.03 | 大井   | JBCスプリント                            | JpnI   | ダ1200m（良） | 15    | 8     | 15    | 022.60（7人）   |      | 競走中止          |       | 0岩田望来   | 57        | イグナイター           | 513         |

- タイム欄のRはレコード勝ちを示す
- 海外の競走の「枠番」欄にはゲート番を記載
- 海外のオッズ・人気は現地主催者発表のもの（日本式のオッズ表記とした）

## 血統表
| ダンシングプリンスの血統        | ダンシングプリンスの血統                             | ダンシングプリンスの血統                            | （血統表の出典）                                    | （血統表の出典）    |
| 父系                            | フォーティナイナー系/ミスタープロスペクター系        | フォーティナイナー系/ミスタープロスペクター系       | フォーティナイナー系/ミスタープロスペクター系       | [ § 2 ]             |
| 父 パドトロワ 鹿毛 2007         | 父の父*スウェプトオーヴァーボード アメリカ 芦毛 1997 | *エンドスウィープ                                   | *フォーティナイナー                                 | *フォーティナイナー |
| 父 パドトロワ 鹿毛 2007         | 父の父*スウェプトオーヴァーボード アメリカ 芦毛 1997 | *エンドスウィープ                                   | Broom Dance                                         |                     |
| 父 パドトロワ 鹿毛 2007         | 父の父*スウェプトオーヴァーボード アメリカ 芦毛 1997 | Sheer Ice                                           | Cutlass                                             | Cutlass             |
| 父 パドトロワ 鹿毛 2007         | 父の父*スウェプトオーヴァーボード アメリカ 芦毛 1997 | Sheer Ice                                           | Hey Dolly A.                                        |                     |
| 父 パドトロワ 鹿毛 2007         | 父の母グランパドドゥ 鹿毛 1997                       | フジキセキ                                          | *サンデーサイレンス                                 | *サンデーサイレンス |
| 父 パドトロワ 鹿毛 2007         | 父の母グランパドドゥ 鹿毛 1997                       | フジキセキ                                          | *ミルレーサー                                       |                     |
| 父 パドトロワ 鹿毛 2007         | 父の母グランパドドゥ 鹿毛 1997                       | スターバレリーナ                                    | Risen Star                                          | Risen Star          |
| 父 パドトロワ 鹿毛 2007         | 父の母グランパドドゥ 鹿毛 1997                       | スターバレリーナ                                    | *ベリアーニ                                         |                     |
| 母 リトルブレッシング 栗毛 2002 | 母の父バブルガムフェロー 鹿毛 1993                   | *サンデーサイレンス                                 | Halo                                                | Halo                |
| 母 リトルブレッシング 栗毛 2002 | 母の父バブルガムフェロー 鹿毛 1993                   | *サンデーサイレンス                                 | Wishing Well                                        |                     |
| 母 リトルブレッシング 栗毛 2002 | 母の父バブルガムフェロー 鹿毛 1993                   | *バブルカンパニー                                   | Lyphard                                             | Lyphard             |
| 母 リトルブレッシング 栗毛 2002 | 母の父バブルガムフェロー 鹿毛 1993                   | *バブルカンパニー                                   | Prodice                                             |                     |
| 母 リトルブレッシング 栗毛 2002 | 母の母サワヤカプリンセス 栗毛 1986                   | *ノーザンテースト                                   | Northern Dancer                                     | Northern Dancer     |
| 母 リトルブレッシング 栗毛 2002 | 母の母サワヤカプリンセス 栗毛 1986                   | *ノーザンテースト                                   | Lady Victoria                                       |                     |
| 母 リトルブレッシング 栗毛 2002 | 母の母サワヤカプリンセス 栗毛 1986                   | *スコツチプリンセス                                 | Creme dela Creme                                    | Creme dela Creme    |
| 母 リトルブレッシング 栗毛 2002 | 母の母サワヤカプリンセス 栗毛 1986                   | *スコツチプリンセス                                 | Meadow Saffron                                      |                     |
| 母系(F-No.)                     | (FN:11-f)                                            | (FN:11-f)                                           | (FN:11-f)                                           | [ § 3 ]             |
| 5代内の近親交配                 | サンデーサイレンス 4×3, Northern Dancer 5･4（母内）  | サンデーサイレンス 4×3, Northern Dancer 5･4（母内） | サンデーサイレンス 4×3, Northern Dancer 5･4（母内） | [ § 4 ]             |
| 出典                            | 1. 2. 3. 4.                                          | 1. 2. 3. 4.                                         | 1. 2. 3. 4.                                         | 1. 2. 3. 4.         |

- 伯父のデュランダルは2003年スプリンターズステークス、2003年、2004年マイルチャンピオンシップの勝ち馬[25]。
- 伯父のサイキョウサンデーは1999年中日スポーツ賞4歳ステークス勝ち馬[25]。